# Polygala ephedroides
Polygala ephedroides är en jungfrulinsväxtart som beskrevs av William John Burchell. Polygala ephedroides ingår i släktet jungfrulinssläktet, och familjen jungfrulinsväxter. Inga underarter finns listade i Catalogue of Life.